# Vittorio Ducrot
Vittorio Ducrot (Palerme, le 3 janvier 1867 - Rome, le 4 mars 1942) est un entrepreneur, homme politique italien d'origine française. 

## Biographie
Vittorio est né le 3 janvier 1867 en Sicile de l'union de Victor Ducrot, ingénieur des chemins de fer qui a travaillé à la construction du canal de Suez, et de Marie Durand, originaire de Malte. 
Après la mort de son père du choléra lors de l'épidémie de 1866 à Palerme alors qu'il revient d’Égypte, sa mère épouse le 31 août 1878 en secondes noces Carlo Golia (1841-1901), originaire de Nola, le représentant pour Palerme de Solei Hébert & C., une grande entreprise turinoise de tissus et mobilier. 
Cette expérience lui permettra d'acquérir en 1895 un emporium de vente et de conception des objets, meubles et mobilier de luxe pour la haute bourgeoisie, l'appelant C. Golia & C. Studio. 

### L'Étude Ducrot
En 1898, Vittorio, après des études en Suisse, retourne à Palerme, en prenant la direction de l'usine de meubles de son beau-père, en le renommant Étude Ducrot. L'étude a commencé à jouer un rôle prestigieux en tant qu'atelier artisanal jusqu'à devenir une société de production industrielle, parmi les premières en Europe dans l'industrie du meuble pour la conception en masse de moules et d'ameublements modernistes. Pendant ce temps, il a travaillé en étroite collaboration avec l'architecte Ernesto Basile, le peintre Ettore De Maria Bergler et d'autres artistes, devenant l'une des figures majeures de l'Art nouveau à Palerme et aussi un célèbre ébéniste. Il envoie à la Première exposition internationale d'art décoratif moderne de Turin en 1902, des meubles dessinés par Basile.
De l'Étude Ducrot sont, entre autres, le mobilier de la Villino Florio, du Grand hôtel Villa Igiea, des navires de la NGI, de la Maison de Lemos, de la Villa des Principes Deliella, du siège de la banque Cassa centrale di risparmio Vittorio Emanuele pour les provinces de Sicile à Palerme, et encore à Rome du palais Montecitorio , et du Gran Caffè Faraglia sur la piazza Venezia.
L'usine a décoré et meublé l'intérieur des transatlantiques Principessa Mafalda, lancé en 1908, Jules César (1920), et Victoria (1930).

### La société aéronautique
Au cours de la Première Guerre mondiale, il fonde la "Vittoria Aereonautica Ducrot", avec les Florio, pour la construction d'hydravions de la Marine italienne.
En 1935, Vittorio Ducrot s'associe à l'ingénieur Giovanni Battista Caproni, fondateur de la société aéronautique Caproni, pour créer la société Caproni-Ducrot Costruzioni Aeronautiche qui deviendra en 1936, l'Aeronautica Sicula.

### L'activité politique
A l'occasion des élections administratives de 1909 à Palerme, il est candidat sur la liste du Bloc populaire, montée par Ignazio Florio Jr. aux côtés des socialistes Tasca et Drago, du conservateur Trigona qui est élu maire, de radicaux et de monarchistes.
Dans la seconde moitié des années 1920, il est à la tête de la Fédération fasciste des industriels de Palerme.
En 1929 , il fut élu député à la Chambre du Royaume dans la vingt-huitième législature, en Sicile, pour le Parti national fasciste, jusqu'en 1934.

## Les honneurs
- - Le chevalier de Travail (1905)[9]
- - Chevalier de Grand Officier de l'Ordre de la Couronne d'Italie